# Wotrow
Wotrow (německy Ostro) je vesnice, místní část obce Panschwitz-Kuckau v Horní Lužici v německé spolkové zemi Sasko. Nachází se v zemském okrese Budyšín a má 278 obyvatel.

## Geografie
Wotrow leží v hornatější části Horní Lužice v tzv. Horjanech/Oberland a to na jejích jižním okraji. Jak naznačuje samo jméno původně velmi starého sídliště, vystupovalo místo z okolní, spíše již rovinaté, zavlhlé a bažinaté krajiny jako zřetelný a suchý útvar. Ostroh na kterém se původní hradiště nalézalo, je obtékán ze tří stran Klášterní vodou. Ves leží poblíž dálnice A4 a dálniční křižovatky 88a, odsud je přístupna po silnici S 101 a dále K 7270.

## Dějiny
Místo bylo osídleno již velmi dávno, ještě před začátkem letopočtu keltsko-billendorfskou kulturou, která měla na ostrohu své hradiště. V době stěhování národů ve 4. století bylo hradiště původním obyvatelstvem opuštěno, ale během zhruba jednoho staletí znovu obsazeno slovanským kmenem. Později bylo hradiště obnoveno, ale již v menším rozsahu. Po určité období bylo snad i hradiště hlavním sídlem Milčanů a leželo na důležité trase nazývané Via Regia. Místo byla velmi příhodné pro vybudování hradiště, neboť je ze tří stran obtékána říčkou Klášterní voda. Hradiště přetrvávalo ještě do 12. století, nebylo však již obsazeno.
Od 14. století existují o Wotrowu již první písemné zmínky. Týkají se platby čtyř talentů, které uhradil rytíř Dietrich Haukwitz spřátelenému faráři Eberhartovi jako tribut ze svého Wostrowského zboží. Osada náležela k Hodźijské faře od roku 1076 až do roku 1559.
Roku 1764 zřídil ve Wotrowu srbský biskup Jakub Wosky školu a roku 1772 byl postaven kostel svatého Benna a zřízena farnost.
Až do zrušení roboty v roce 1839 podléhal Wotrow třem vrchnostem: klášteru Marijina hvězna, Budyšínskému děkanství a Budyšínskému fojtství. Okolo roku 1630 zachvátila také Wotrow epidemie moru, které padlo za oběť mnoho wortovských rodin.
Od roku 1994 je přičleněna k obci Pančicy-Kukow. Osada náleží do centrální části lužickosrbského osídlení.

## Osobnosti
Jakub Bart-Ćišinski - kněz básník, národní buditel

## Život v osadě
Vedle farního společenství je v osadě také velmi živý klub mládeže Ob rigem, který se stal součástí Domowiny v roce 2005. Ve vsi se nachází mateřská škola, která je provozovaná již od roku 2005 Srbským školským společenstvím (Serbske šulske towarstwo): Škola byla v Wotrowu pro nízký počet žáků uzavřena.